# Sala da pranzo (Alcatraz)

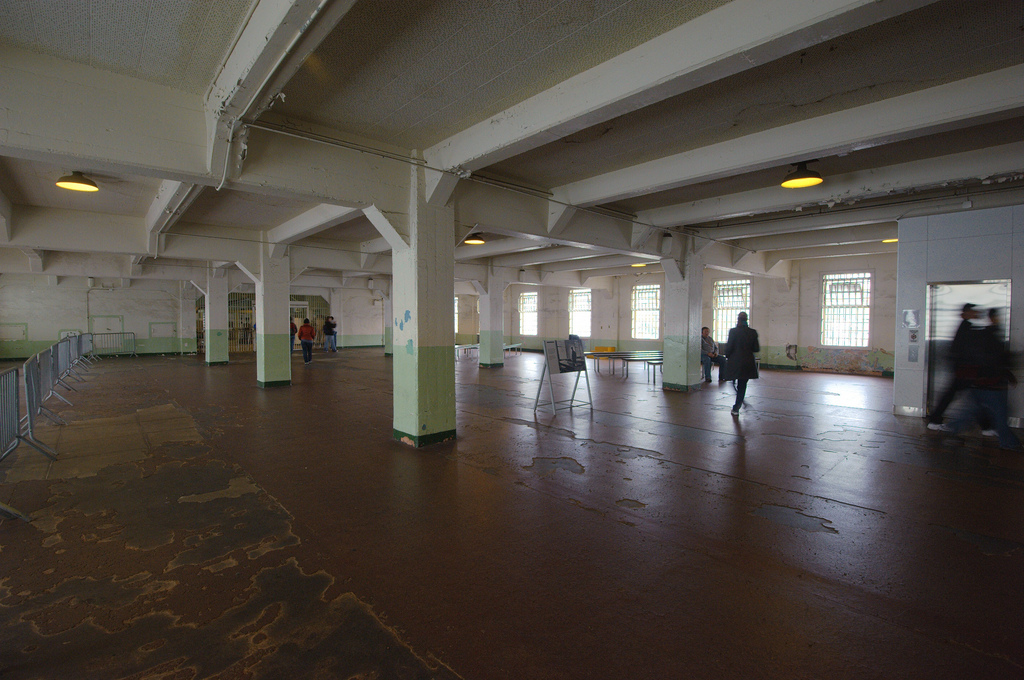
La sala da pranzo del carcere di Alcatraz

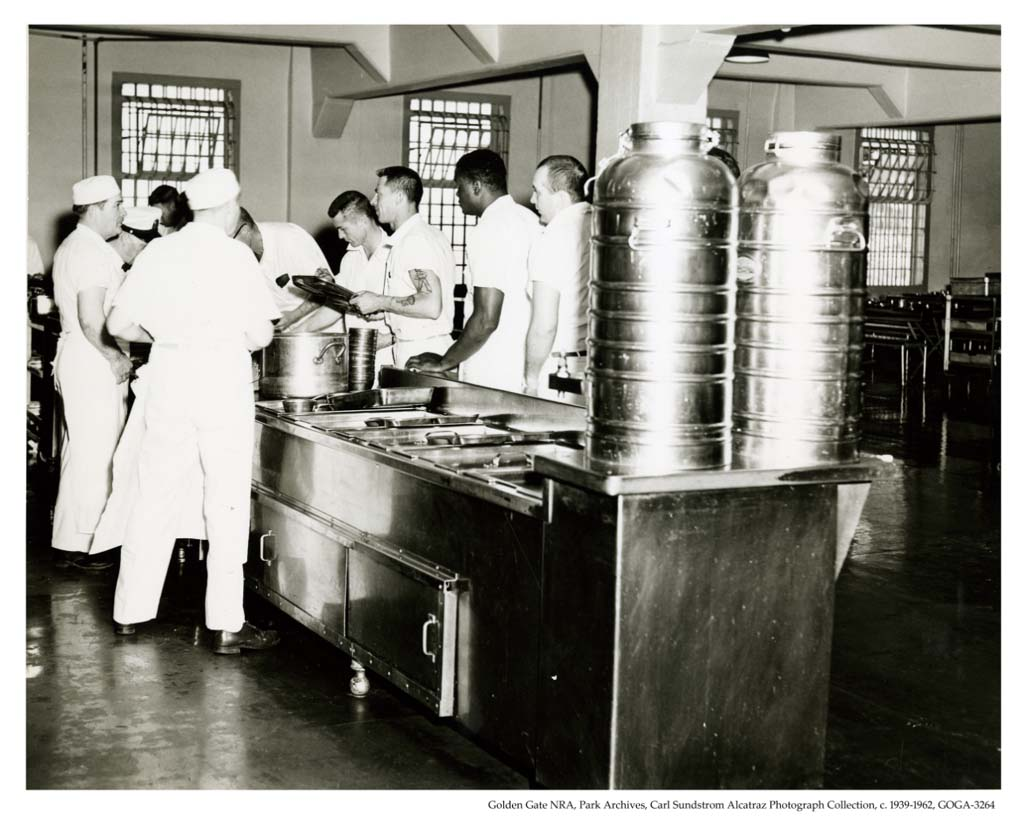
Prigionieri nella sala da pranzo

La sala da pranzo di Alcatraz, spesso indicata come Mess Hall, era la sala da pranzo della prigione di Alcatraz dove i prigionieri e lo staff consumavano i loro pasti. Essa era una lunga ala al termine ovest del blocco centrale delle celle ad Alcatraz, situata al centro dell'isola. Era connessa al blocco delle celle da un corridoio noto come “Times Square” dal momento che in esso si trovava un grande orologio, proprio all'entrata della sala da pranzo. Quest'ala includeva la sala da pranzo e la cucina dietro ad essa.

## Il protocollo

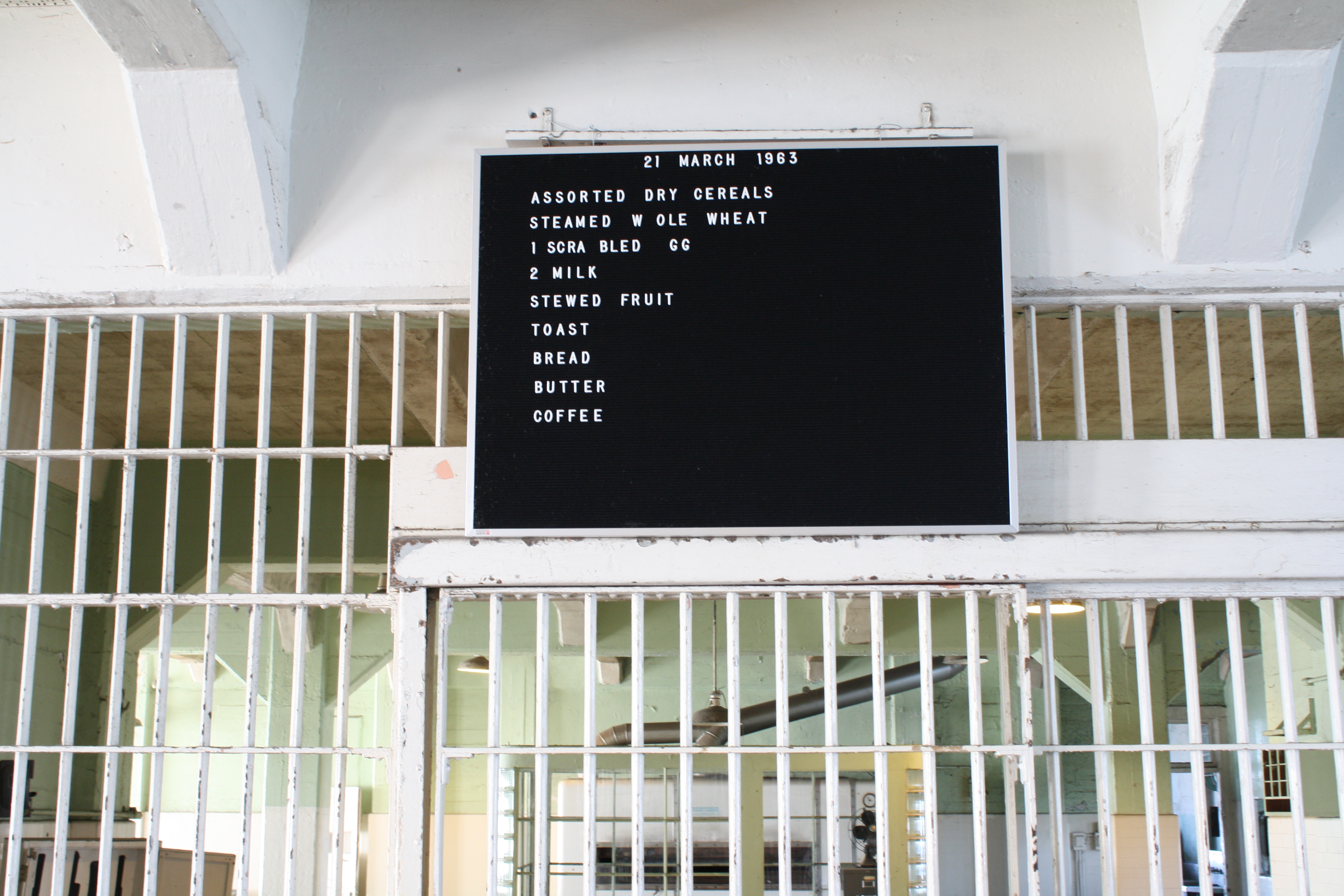
Un menù della colazione datato al 21 marzo 1963

Il protocollo della sala da pranzo di Alcatraz era piuttosto rigido, con appositi fischi che servivano per indicare quale blocco di celle doveva recarsi al pranzo e quale fosse l'inizio o il termine del pranzo o della cena, quando ci si doveva sedere e quando bisognasse iniziare a mangiare. I prigionieri venivano svegliati alle 6:30, ed avevano la loro prima colazione alle 6:55.
Il menù quotidiano, istituito nel 1934, includeva porridge, latte, salsiccia di Bologna fritta, patate fritte, toast, oleomargarina e caffè per colazione. Il pranzo prevedeva zuppa di fagioli, roast beef, salsa gravy, fagiolini, patate e caffè. La cena prevedeva maiale e fagioli, pane di mais, insalata di patate, albicocche, pane, margarina e caffè. Ancora oggi nella sala da pranzo si conserva il menù della colazione datato al 21 marzo 1963. La colazione includeva quel giorno diversi cereali disidratati, grano stufato, uova sbattute, latte, frutta disidratata, toast, pane e burro. Il pranzo veniva servito nella sala da pranzo alle 11:20, seguito da 30 minuti di riposo in cella, prima di tornare al lavoro sino alle 16:15. La cena era servita alle 16:25 ed i prigionieri si ritiravano nelle loro celle alle 16:50 per poi esservi chiusi per la notte. Ai prigionieri era consentito di mangiare tutto ciò che riuscivano in 20 minuti, a patto di non lasciare avanzi, fatto che poteva portare invece a delle penalizzazioni.

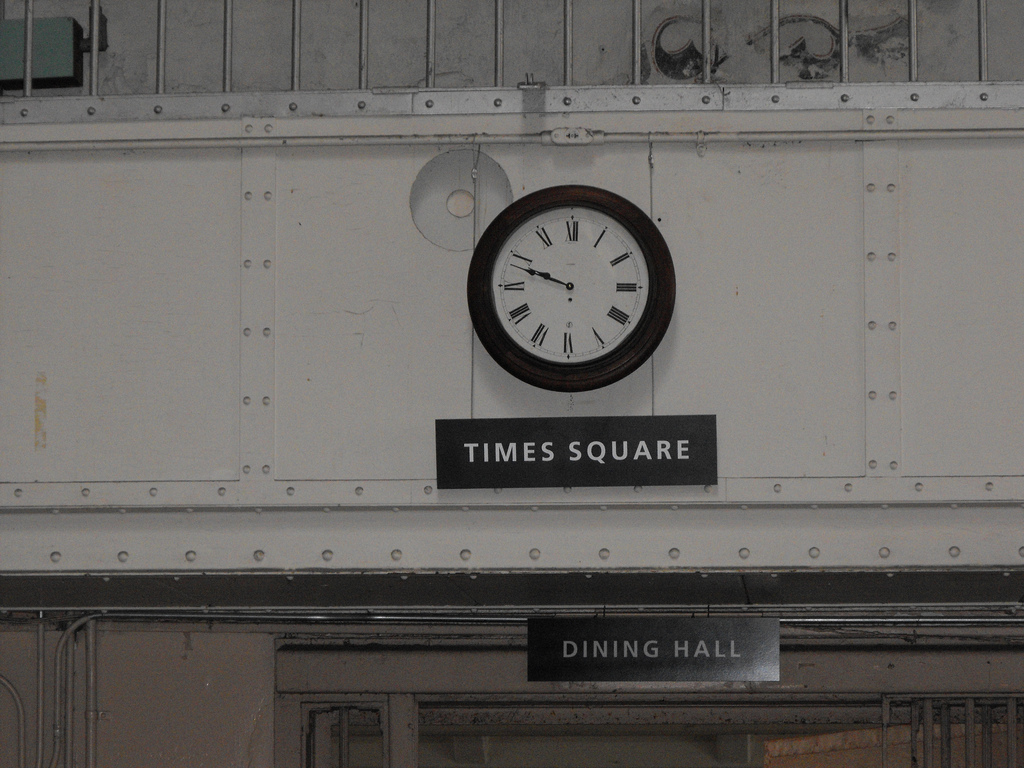
L'orologio di "Times Square" appena fuori la sala da pranzo

Alla fine dei 20 minuti di pranzo, le forchette, i cucchiai e i coltelli dovevano tutti essere lasciati sul tavolo e venivano accuratamente contati per assicurarsi che nessuno di essi venisse preso come potenziale arma. I prigionieri non potevano parlare durante il pranzo, ma dovevano farlo discretamente; spesso qui si discuteva infatti di piani di fuga. Ciascun tavolo disponeva di panchine da sei posti, anche se i tavoli più piccoli ne ospitavano da quattro. Tutti gli abitanti della prigione, comprese le guardie e gli ufficiali, cenavano insieme e qui si sedevano 250 persone. Il cibo servito ad Alcatraz era reputato essere il migliore tra i penitenziari statunitensi. Al secondo piano della sala da pranzo vi era un auditorium, dove venivano proiettati dei film per i prigionieri ogni weekend.

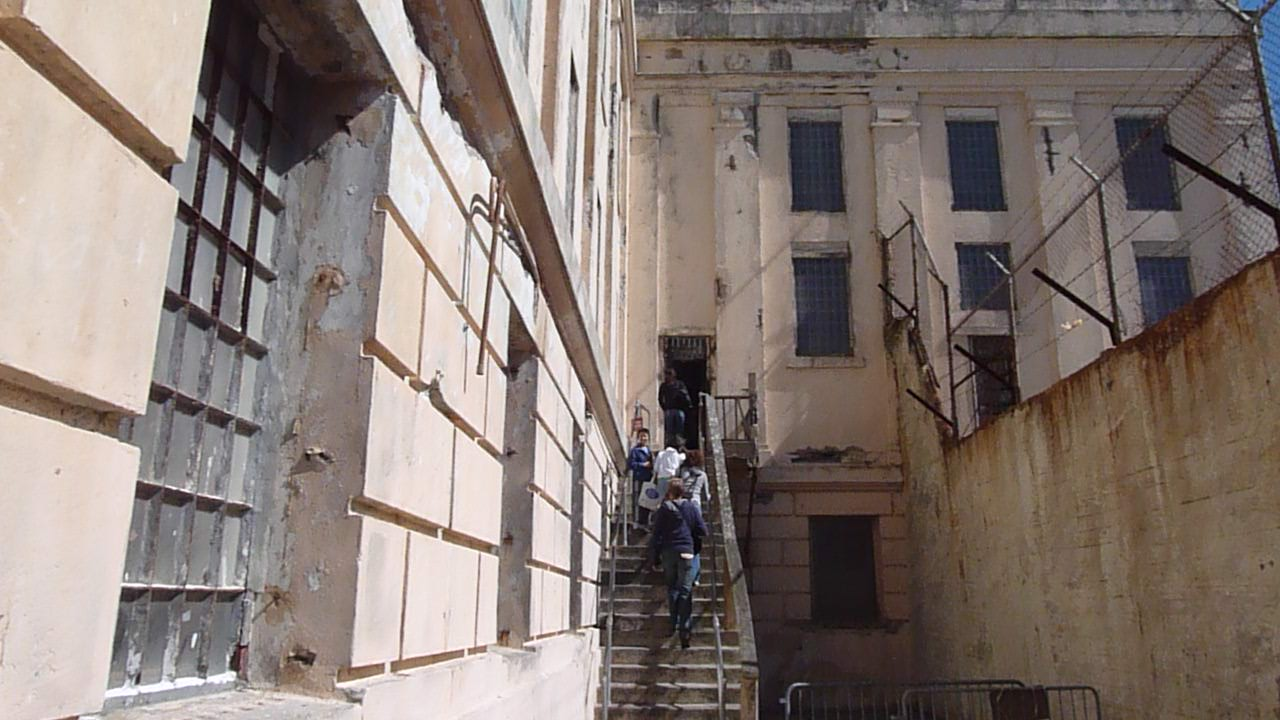
L'esterno della sala da pranzo di fronte al Recreation Yard

## Sicurezza
La gun gallery situata nel Recreation Yard era agganciata ad uno dei muri esterni della sala da pranzo del complesso. Al di fuori della sala si trovava un metal detector per ragioni di sicurezza. La sala da pranzo aveva delle bombole di gas lacrimogeno la cui apertura poteva essere attivata a distanza nel caso in cui i prigionieri avessero tentato di dar vita a una rivolta in quel luogo o semplicemente avessero tentato di fuggire.
Il primo direttore della prigione, James A. Johnston, entrò sempre nella sala da pranzo da solo e senza armi indosso per la presenza delle molte guardie nella sala durante i pranzi. Malgrado tutto, numerose furono le rivolte che scoppiarono nella sala da pranzo nella storia di Alcatraz e i prigionieri che non vi volevano prendere parte erano soliti nascondersi sotto i tavoli per non subirne le conseguenze.

## Nella cultura di massa
La sala da pranzo di Alcatraz è apparsa in numerosi film e programmi televisivi, spesso come luogo dove i criminali programmavano le loro fughe. Appare chiaramente nel film Fuga da Alcatraz (1979) con Don Siegel e Clint Eastwood ed in Una pallottola spuntata 33⅓ - L'insulto finale (1994), che riprende ironicamente la scena del film del 1979.

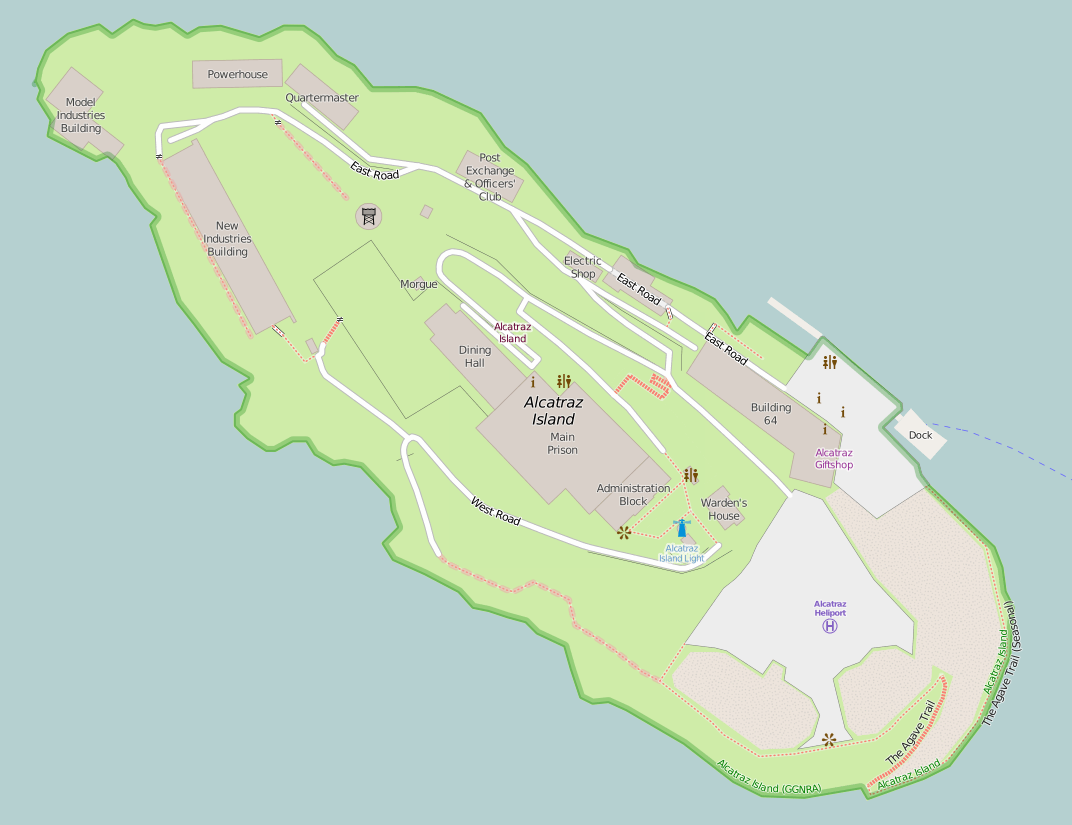
La sala da pranzo nel complesso di Alcatraz